# Noelene Nabulivou
Noelene Nabulivou   (segle XX) és una activista ecologista, pel desenvolupament sostenible i feminista de Fiji. És cofundadora i assessora política de Diverse Voices and Action for Equality (DIVA), una organització centrada en la justícia climàtica, la violència contra les dones, els drets humans i els drets LGBTQ.
Nabulivou ha treballat per protegir la salut universal durant més de 30 anys. Durant la pandèmia de Covid-19 les Fiji no només es trobaven en una situació fràgil per culpa de la pandèmia mundial si no que la crisi climàtica també feia estralls: ciclons tropicals arrasaven les illes del Pacífic Sud destruint habitatges, i dificultant l'accés a l'educació, l'accés a l'aigua i el seu sanejament, l'alimentació i la seguretat".

## Biografia
Nabulivou va créixer entre Fiji i Perth (Austràlia) i des del 2003 viu a Fiji. Té parella i una filla. A Perth, va participar en petits col·lectius anarquistes, grups indígenes i migrants dirigits per joves i en projectes d'arts públiques i justícia de carrer. Va estudiar relacions internacionals i estudis de pau a nivell universitari i es cursar un diploma en arts comunitàries.
Nabulivou és activa com a activista feminista i defensora d’organitzacions de base a Fiji i el Pacífic, treballadora dels drets humans, portaveu a les Nacions Unides de Fiji i Pacífic en processos i grups de treball com la Comissió sobre la condició de la dona, la Convenció Marc de sobre el canvi climàtic, Petits estats insulars en desenvolupament, Rio+20 (Conferència de les Nacions Unides sobre desenvolupament sostenible) i Agenda 2030 (Objectius de desenvolupament sostenible de les Nacions Unides).
Des de 2011, Nabulivou és el cofundadora i assessora política de Diverse Voices and Action (DIVA), un grup de suport a persones LGTBI. Segons el lloc web de la Astraea Lesbian Foundation, Nabulivou i les membres de DIVA treballen juntes per promoure la igualtat, "la protecció i l'avanç dels drets sexuals, drets humans, la justícia de gènere i la justícia social, econòmica, ecològica i climàtica".